# كومبريناك
كومبريناك (بالفرنسية: Compreignac)‏ هي إحدى بلديات مقاطعة فيين العليا في منطقة أقطانية الجديدة غرب فرنسا.